# Lăncierii (organizație paramilitară)
Lăncierii au fost o mișcare română paramilitară fascistă ai cărei membrii purtau uniforme cu cămăși albastre și au contribuit la bătăliile politice de stradă din anii 20 și 30 ai secolului al XX-lea.
Grupul a fost la origine atașat Ligii Apărării Național-Creștine și s-a remarcat în anii 1920 prin atacurile asupra celor vizați de acel partid, și anume evreii, și prin tulburarea vieții universitare. După apariția Partidului Național Creștin, Lăncierii s-au asociat acestui grup și au continuat vandalizările, rivalizând ca violență și haos cu Garda de Fier (cu care au avut numeroase ciocniri). La alegerile din 1937 campania electorală a fost umbrită de ciocnirile dintre cele două grupuri fasciste și nici chiar intervenția lui Alfred Rosenberg nu a putut uni cele două facțiuni care se războiau. Ciocnirile dintre cele două grupuri au continuat după aceea, deși în mod ironic lăncierii își datorau în mare parte organizarea Gărzii de Fier, iar existența lor ulterioară a fost centrată pe a abate oamenii de la Legiune.